# 敷地吉男
敷地 吉男（しきち よしお、1947年6月23日 - 2006年6月3日）は、日本のオートレース選手。東京都出身。6期。元川口オートレース場所属。2006年6月3日午後11時23分、食道癌のため死去。享年58。

## 選手データ
- 戦歴
  - 通算優勝回数:1回
  - 通算勝利数:523勝
  - 2着:484回
  - 3着:471回
  - 着外:2511回

## 人物
敷地は、取り立てて強い選手というわけではなかった。しかし、雨の前半競走での粘り強い走りを見せ、度々高配当を演出していた。
かつてはオートレース競走車用のトライアンフの輸入の元締めをやっていた。そのため本人もトラが大層気に入っており、セア一斉乗り替え直前までトラに乗り続けたオートレース界唯一の選手である。メリデン・トライアンフ社が業績悪化に伴い倒産し、部品が入手困難になった際にも比較的潤沢なストックを持っていたため、他の選手に頼られることも多かった。
敷地の競走車は装飾がほとんどされておらず鍍金が基本で、車名はタンクにマジックで手書き。防具も黒い革ツナギに青い単色ヘルメットと古きよきオートレース選手、燻し銀という言葉がピタリと当てはまるような選手であり、メットからはみ出るほどに伸ばしていた顎鬚も相まって「仙人」と呼ぶファンもいた。
また、アマチュア無線にスカイダイビング、パソコン、登山、温泉めぐり、写真など、インドアアウトドアを問わなかった。ロッカーでコーヒーを飲む際には自ら焼いた陶器のマグカップを使い、取材に来たアナウンサーに手作りの地中海ヨーグルトを振る舞ったりと、多趣味であった。